# Signalflagga (sjöfart)

Lord Nelsons berömda signal vid slaget vid Trafalgar. Den lyder "England expects that every man will do his duty"
skrivet med Pophams "Telegraphic Signals of Marine Vocabulary".

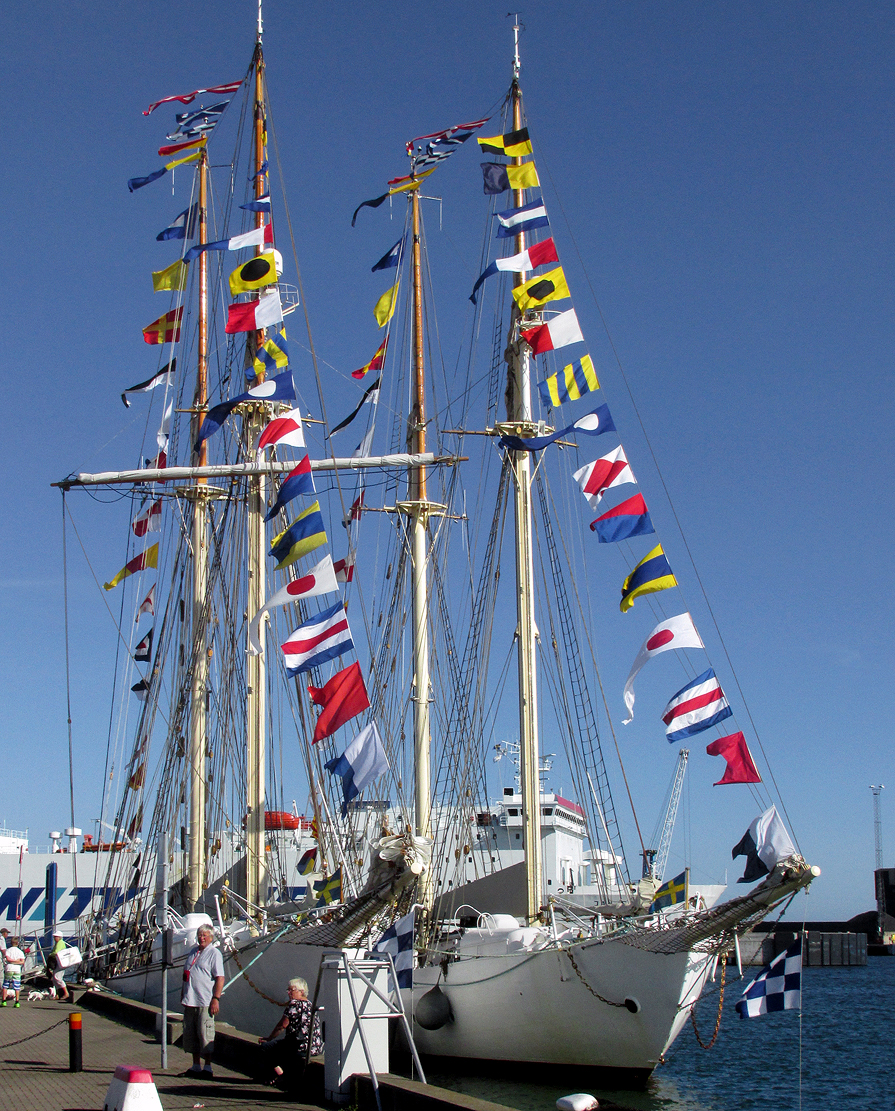
Signalflaggor på Gladan och Falken. Ystad 5 augusti 2015.

Signalflaggor inom sjöfart är ett sätt att med enkla medel kunna kommunicera mellan fartyg på ett internationellt sätt. Flaggning var innan radions intåg ett av få medel som till exempel en amiral kunde styra sin flotta med under sjöslag, ett handelsfartyg kunde begära hjälp med eller man helt enkelt kunde hälsa på varandra med vid möten. I modern tid används flaggningen mest för att upplysa om dykare i vattnet, fiske med olika redskap pågår och liknande aktiviteter då kommunikationsradio och andra tekniska hjälpmedel har tagit över rollen för säkrare sjöfart.
I regel finns förbestämda signalkoder för meddelanden som ofta kan förekomma, att skriva ut hela ord eller meningar med signalflaggorna är tidsödande och mycket ovanligt. I Nelsons berömda exempel ovan till höger används koder för vanligt förekommande ord. De viktigaste signalerna kan uttryckas med endast en flagga (se nedan), medan tvåställiga (alltså kombinationer av två flaggor) förklaras i "Internationell Signalbok" (ISB), utgiven av FN:s sjöfartsorgan IMO. 

## Signalflaggor och betydelse
Nedan följer internationellt antagen flaggkod med förklaring enligt International Code of Signals antagen 1965.

### Siffror
|                               | 0 | 1 | 2 | 3 | 4 | 5 | 6 | 7 | 8 | 9 |
| Internationella siffervimplar |   |   |   |   |   |   |   |   |   |   |
| Sifferflaggor enligt NATO     |   |   |   |   |   |   |   |   |   |   |

### Alfabetet
Notera att flaggorna för A och B är de enda som inte är rektangulära utan har kluvna tungor.
(Bokstav följt av betydelse)
| A Dykare i vattnet, håll undan! B Jag lastar/lossar/transporterar farligt gods. Not. Utmärker i svenska armén artilleriregementstab C Svar: Ja. D Håll undan, jag har svårt att manövrera! E Jag ändrar kurs mot styrbord. F Jag är havererad, tag kontakt med mig. G Jag behöver lots. För fiskebåt: Jag tar hem redskap. H Jag har lots ombord. I Jag ändrar kurs mot babord. J Brand ombord och last av farligt gods. Håll undan! K Jag vill ha kontakt med dig. L Till sjöss: Stanna omedelbart. I hamn: Karantän Not. Utmärker i svenska armén pansarbrigadstab M Fartyget står stilla. | N Svar: Nej. O Man överbord! P I hamn: All personal till fartyget. Q Fartyget är fritt från smitta. Not. Utmärker i svenska armén motor(cykel)brigadstab R Mitt fartyg gör ingen fart. S Jag backar. T Partrålning vid fiske. Håll undan! U Du är på väg mot fara. V Jag behöver hjälp! W Jag behöver läkare X Fortsätt inte utan avvakta mina signaler. Y Jag draggar. Z Jag behöver bogsering. För fiskebåt: Lägger nät. |  |

Det finns även svenska bokstavsflaggor för å,  ä och ö.
|  | Å |
|  | - |
|  | Ä |
|  | Ö |

### Specialflaggor
Likhetstecknen används istället för en flagga tidigare i gruppen, så att signaler av typen AA, ABAB eller 1220 kan användas utan dubbla uppsättningar av bokstavs- och sifferflaggorna. De tre första är internationella, den fjärde är ett tillägg enligt NATO. Kod- och svarsvimpeln används för att visa när man tagit emot en signal. Man hissar den på halv stång för att visa att man uppfattat signalen. När man sedan har slagit upp den i boken och förstått vad den verkligen betyder, hissar man vimpeln på hel stång. Den används också för att signalera "slut på meddelandet" och kan även användas som kommatecken i siffergrupper.
 Första likhetstecken

 Andra likhetstecken

 Tredje likhetstecken

 Fjärde likhetstecken

 Kod- och svarsvimpel

### Meddelande
Här följer några exempel på meddelanden med flaggkombinationer.
 N   C

Jag är i nöd!
 U   W

Jag önskar dig en trevlig resa. ("Far väl!")
 Y   Z

Meddelandet som följer stavas.
 V   Första ersättningsflaggan

Används vid dubbelbokstav, i det här fallet "VV".
 1   Första ersättningsflaggan   0   Tredje ersättningsflaggan

Talet "1100".

## Stor flaggning
Vid högtidliga tillfällen i hamn kan stor flaggning förekomma. Det innebär att utöver flaggning sedvanlig flaggning så hissas samtliga signalflaggor från för till akter över masten. I Sverige hissas signalflaggorna i ordningen A, B, C, 1, D, E, F, 2, G, H, I, 3, J, K, L, 4, M, N, O, 5, P, Q, R, 6, S, T, U, 7, V, W, X, 8, Y, Z, 9, 0.